# Rollag
Rollag ist eine Kommune im norwegischen Fylke Buskerud. Die Kommune hat 1414 Einwohner (Stand: 1. Januar 2025). Verwaltungssitz ist der gleichnamige Ort Rollag.

## Geografie

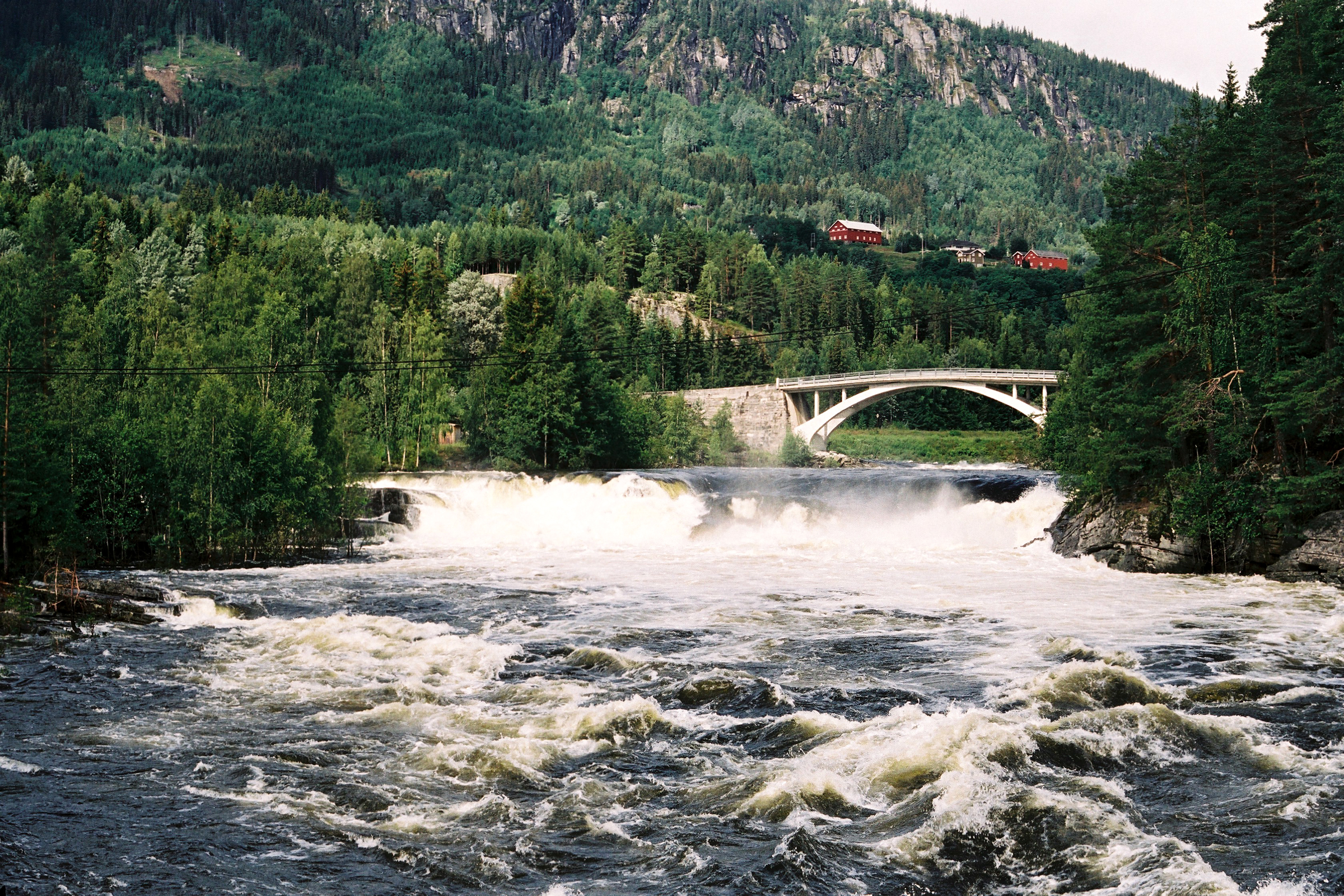
Mykstufoss im Fluss Lågen

Rollag liegt im Süden von Buskerud. Die Gemeinde grenzt an Nore og Uvdal im Norden, Sigdal im Osten, Flesberg im Süden sowie Tinn im Westen. Die Grenze zwischen Rollag und Tinn ist zugleich die Grenze zwischen den Fylkern Buskerud und Telemark. In der Kommune verläuft der zentrale Teil des Tals Numedal. Durch dieses fließt der Fluss Lågen (auch Numedalslågen). Etwas nördlich der Ortschaft Veggli befindet sich im Fluss der Wasserfall Mykstufoss.
Etwa zwei Drittel des Gemeindeareals liegen über 600 moh. Sowohl im Osten auch als im Westen des Numedals befinden sich bewaldete hügelige bis bergige Gebiete. Die höchsten Erhebungen finden sich an der Westgrenze der Kommune wieder, im Osten des Numedals sind die Berge weniger hoch. Die Erhebung Storegrønut auf der Nordwestgrenze stellt mit einer Höhe von 1289 moh. den höchsten Punkt der Kommune Rollag dar. Mit 1246 moh. eine ähnliche Höhe erreicht der Berg Åklinuten an der Südwestgrenze.

## Einwohner
Die Einwohner der Kommune leben größtenteils im Numedal. Dort liegen unter anderem die Ortschaften Rollag und Veggli. Nach dem Ende des Zweiten Weltkriegs ging die Einwohnerzahl bis in die 1970er-Jahre meist zurück, anschließend stieg sie bis in die 1980er-Jahre leicht an und stabilisierte sich danach wieder. Am  Veggli ist der einzige sogenannte Tettsted, also die einzige Ansiedlung, die für statistische Zwecke als eine städtische Siedlung gewertet wird. Zum 1. Januar 2024 lebten dort 362 Einwohner.
Die Einwohner der Gemeinde werden Rølling genannt. Rollag hat weder Nynorsk noch Bokmål als offizielle Sprachform, sondern ist in dieser Frage neutral.
| Jahr          | 1986 | 1990 | 1995 | 2000 | 2005 | 2010 | 2015 | 2020 | 2025 |
| ------------- | ---- | ---- | ---- | ---- | ---- | ---- | ---- | ---- | ---- |
| Einwohnerzahl | 1440 | 1455 | 1479 | 1492 | 1441 | 1390 | 1375 | 1390 | 1414 |

## Geschichte

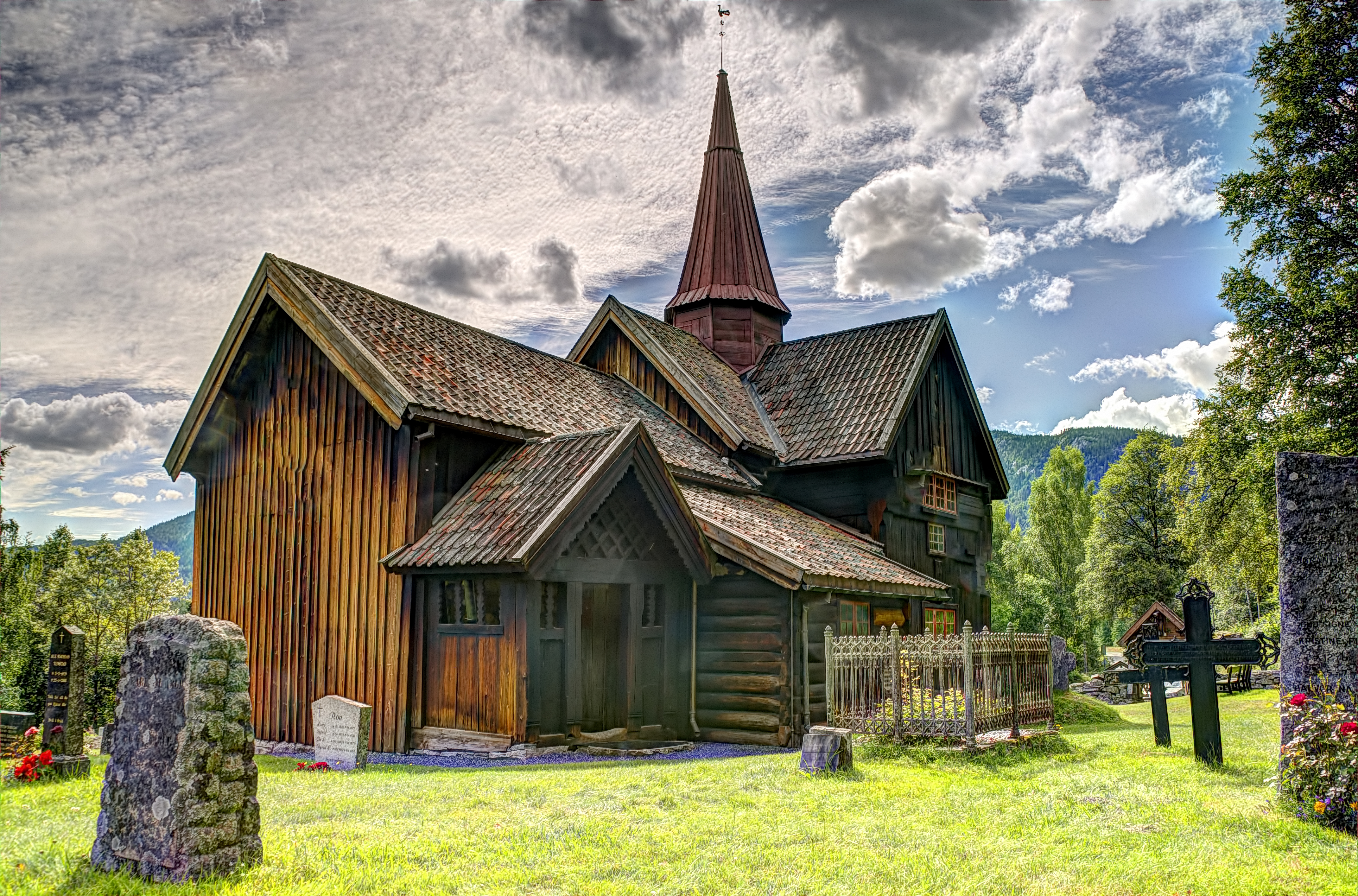
Stabkirche Rollag

Die Kommune Rollag entstand, nachdem im Jahr 1837 die kommunale Selbstverwaltung eingeführt worden war. Im Jahr 1958 wurde die Gemeinde Nore von Rollag abgespalten. Die Gemeinde Nore hatte bei ihrer Gründung 3428 Einwohner, Rollag verblieb mit 1869 Personen. Nach der landesweiten Regionalreform gehörte Rollag von 2020 bis 2023 zum Fylke Viken.
Eine Sehenswürdigkeit ist die Stabkirche Rollag. Es ist unbekannt, wann die Kirche genau erbaut wurde, Schätzungen gehen von einer Errichtung in der Zeit um 1250 aus. Sie hat 160 Plätze. Von der ursprünglichen Kirche bestehen nur noch wenige Fragmente. Das Innere der Stabkirche wird von Gegenständen aus dem 17. und 18. Jahrhundert dominiert. Eine weitere Kirche der Kommune ist die in Holz erbaute Veggli kirke aus dem Jahr 1859.

## Wirtschaft und Infrastruktur

### Verkehr
Durch das Numedal verläuft in Rollag der Fylkesvei 40 in Nord-Süd-Richtung. Die Straße stellt unter anderem die Verbindung nach Kongsberg im Süden her. Weitgehend parallel zum Fylkesvei 40 führte die Bahnstrecke Numedalsbanen durch die Kommune. Der Verkehr darauf wurde 1989 weitgehend eingestellt.

### Wirtschaft
Wichtigste Branchen sind neben dem öffentlichen Dienst und dem Dienstleistungsgewerbe die Industrie und Landwirtschaft. Die meisten Bauernhöfe befinden sich entlang des Haupttals. Tätig sind die Landwirte vor allem im Bereich der Haltung von Rindern und Schafen, des Weiteren wird in Rollag Getreideanbau betrieben. Neben der Landwirtschaft ist auch die Forstwirtschaft von Bedeutung. Das größte Wasserkraftwerk ist das 1964 in Betrieb genommene Kraftwerk Mykstufoss. Die durchschnittliche Jahresproduktion zwischen 1981 und 20109 lag bei 216 GWh. Im Jahr 2020 arbeiteten von 715 Arbeitstätigen 469 in Rollag selbst, die weiteren verteilten sich auf Kommunen wie Kongsberg, Nore og Uvdal sowie Flesberg.

## Name und Wappen
Das seit 1993 offizielle Wappen der Kommune zeigt in Rot eine vierfache obere Ständerung. Es soll ein Steinmännchen darstellen. Der Bestandteil „-lag“ des Gemeindenamens bedeutet „Fischerplatz“, die erste Silbe stammt vom Flussnamen Rolla. Die Bedeutung von Rolla ist allerdings nicht genau gesichert.

## Persönlichkeiten
- John August Anderson (1876–1959), US-amerikanischer Astronom
- Sigurd Pettersen (* 1980), Skispringer
- Even A. Røed (* 1992), Politiker